# علم وصف الطبقات التكتونية
في الجيولوجيا، علم وصف الطبقات التكتونية أو علم التراصف التكتوني هو علم وصف طبقات الأرض التي تشير إما إلى تسلسلات الصخور حيث تنجم الطبقات الكبيرة عن تراص من فرش الدفع، أو فُرش الدسر، في مناطق تكتونية التوجه أو لآثار تكتونية في الطبقات الصخرية.   

## تراصف تكتوني التكوين
أحد أمثلة هذه البنية التكتونية هو الكالونيدات الاسكندنافية. المكشوفة على طول 1800 ايلومتر من هذا الحزام الأصلي المنشأ، يتم التعرف على التسلسل التالي من القاعدة إلى أعلى: 
- أصلي النشأة

أرض أمامية دون عوائق من الصفيحة البلطيقية
- شبه أصلي النشأة

فرش الدفع التي تحركت لمسافة قصيرة فقط (تصل إلى عشرات الكيلومترات) من موضعها الأصلي
- جليب النشأة السفلي

فرش الدفع بعيدة المدى المستمدة من الهامش السلبي للصفيحة البلطيقية، وخاصة الرواسب المرتبطة بتفكيك رودينيا
- جليب النشأة الأوسط

مستمدة أيضا من الهامش من الصفيحة البلطيقية، قاعدة دهر الطلائع ولها غطاءبساميتي
- جليب النشأة العلوي

فرش الدفع بما في ذلك تسلسل قوس الجزيرة وتسلسل الاوفيوليت
- جليب النشأة الأعلى

فرش الدفع التي تحتوي على الرواسب مع التجمعات الأحفورية تشير إلى أصل على هامش صفيحة لورنشيا
يمثل هذا التسلسل المتراكم رأسياً الهوامش السلبية للبلطيقية واللورنشيا وأقواس الجزر المتداخلة وأحواض القوس الخلفي متداخلة معًا وتوضع على قمة الدرع البلطيقي، وتتضمن مئات الكيلومترات من الاختصارات. 
ضمن هذه الطبقات الشاملة، يكون للطبقات الفردية رسومات تكتونية لونية خاصة بها من أوراق الدفع المكدسة. 

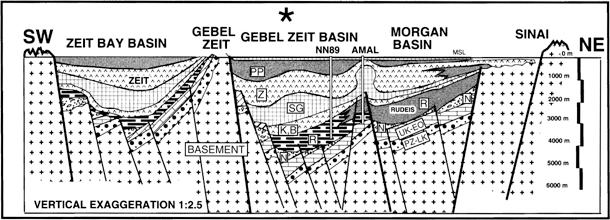
المقطع الهيكلي المعمم عبر الجزء الأوسط من خليج السويس. PZ-LK = حقبة الحياة القديمة إلى نوبة العصر الطباشيري السفلي(صخرة المكمن) ؛ UK-EO = الطباشيري العلوي إلى كربونات قبل الصدع العصر الإيوسيني (صخرة المصدر) ؛ N، R، K، و B = تكوين نوكل، روديس، كريم، بلايم المتزامن وما بعد الصدع (المصادر، الخزانات، الأختام والمثقلة) ؛ SG = ملح جنوب غريب (المختوم والمثقل) ؛ Z = زيت (المختوم والمثقل) و PP = العصر البليو-الحديث الأقرب (المثقل)

## آثار التكتونية النشطة على التراصف الطبقي
يتم تسجيل الأحداث التكتونية عادة في الرواسب التي يتم ترسبها في نفس الوقت. في حالة حدوث صدع، على سبيل المثال، يتم تقسيم التسلسل الرسوبي عادةً إلى ثلاثة أجزاء: 
- يتضمن ما قبل الصدع تسلسلًا مودعًا قبل بداية الصدع، معترفًا به بسبب عدم وجود سمك وتغييرات الأجسام الرسوبية عبر فوالق الصدع.
- يتضمن التوليف الصدعي تسلسلًا مودعًا أثناء التصدع النشط، وعادةً ما يظهر تغيرات في لا التوافقيات عبر الصدوع النشطة، وقد تنتقل أوجه عدم التوافقة على أقدام جدران الفالق بشكل جانبي إلى تسلسلات قابلة للتوافق المستمر في الجدران المعلقة.
- يتضمن ما بعد الصدع تسلسلًا مودعًا بعد انتهاء الصدع، وقد لا يزال يظهر سماكة وتغييرات للسحنة حول فوالق الصدع بسبب تأثيرات الانضغاط التفاضلي وتضاريس الصدع الباقية، لا سيما في الجزء الأول من التسلسل.

قد يصبح استخدام هذه التسمية البسيطة نسبيًا أمرًا صعبًا، في حالة الصدع متعدد الأطوار مع كون الصدع اللاحق من حدث واحد هو ما قبل الصدع إلى حدث لاحق. 